# Nelle tempeste d'acciaio
Nelle tempeste d'acciaio (più propriamente: In temporali d’acciaio; titolo tedesco In Stahlgewittern) è un romanzo che racconta le esperienze belliche vissute dallo stesso autore Ernst Jünger. Frutto della rielaborazione di appunti tratti dal diario di trincea, narra l'esperienza diretta dello scrittore nella prima guerra mondiale sul fronte occidentale. Venne auto-pubblicato per la prima volta nel 1920 dal padre di Jünger, utilizzando come prestanome l'editore fittizio Robert Maier, in realtà il giardiniere di casa.

## Trama
Il racconto inizia quando Jünger, soldato semplice, entra nei ranghi del 73º Reggimento fucilieri dell'Hannover "Gibraltar", sul fronte della Champagne. Durante un combattimento a Les Éparges, nell'aprile 1915, l'autore viene ferito per la prima volta.
Dopo la guarigione, prende parte ad un corso per ufficiali, da cui esce col grado di sottotenente. Raggiunge nuovamente il 73° nel settore di Arras. Nel 1916, nel corso della battaglia della Somme, il reggimento di Jünger viene inviato a difendere il villaggio di Guillemont. Lì Jünger viene nuovamente ferito. Il suo plotone viene completamente distrutto nell'attacco britannico che conquista il villaggio. Nel 1917 Jünger partecipa a combattimenti durante la battaglia di Arras in aprile, la Terza battaglia di Ypres in luglio e ottobre, e contrattacco tedesco durante la battaglia di Cambrai nel novembre. Jünger comanda una compagnia di truppe d'assalto durante l'offensiva di primavera del 1918, in cui viene nuovamente ferito. Il 23 agosto subisce la più grave della quattordici ferite ricevute nel conflitto, venendo colpito al petto. Al termine della guerra riceve l'onorificenza Pour le Mérite.

## Posizione nei confronti della guerra
L'opera descrive con stile crudo ed essenziale gli orrori delle battaglie, l'effetto devastante che la tecnologia applicata alle esigenze militari produce su uomini, animali e cose. Lo sguardo freddo dell'entomologo concede poco al patriottismo manicheo o tantomeno all'esaltazione della strage. Resta semmai la concezione dell'esperienza bellica come una eterna lotta dove l'uomo, secondo Jünger, troverebbe in ultimo una reale opportunità di confrontarsi con sé stesso e di stare a diretto contatto coi suoi simili, lasciandosi dietro le ipocrisie sociali. Scritto originariamente col titolo di Il rosso e il grigio (Rot und Grau) in onore a Il rosso e il nero di Stendhal, in un secondo momento però il titolo venne modificato  da un'espressione letta in un antico poema islandese, ma negli anni successivi Jünger si dichiarò pentito della scelta finale.

## Edizioni
- Tempeste d'acciaio, traduzione di Giorgio Zampaglione, Roma, Edizioni del Borghese, 1961.
- Nelle tempeste d'acciaio, traduzione di Giorgio Zampaglione, prefazione di Giorgio Zampa, Collana Biblioteca della Fenice, Parma, Guanda, 1990.
- Tempeste d'acciaio, traduzione di Gisela Jaager-Grassi, prefazione di Maurizio Serra, Collezione Biblioteca n.94, Pordenone, Edizioni Studio Tesi, 1990, ISBN 88-7692-249-0.